# Волгово (Волосовський район)
Волгово (рос. Волгово) — присілок у Волосовському районі Ленінградської області Російської Федерації.
Населення становить 195 осіб. Належить до муніципального утворення Клопицьке сільське поселення.

## Історія
Від 1 серпня 1927 року належить до Ленінградської області.

## Населення
| 1838 | 1848 | 1862 | 1928 | 1965 | 1997 | 2007 |
| ---- | ---- | ---- | ---- | ---- | ---- | ---- |
| 245  | ↗248 | ↘214 | ↗374 | ↘193 | ↘138 | ↗178 |
| 2010 | 2017 |      |      |      |      |      |
| ↘113 | ↗195 |      |      |      |      |      |